# 由利本荘市立東由利小学校
由利本荘市立東由利小学校（ゆりほんじょうしりつ ひがしゆりしょうがっこう）は、秋田県由利本荘市にある公立小学校。

## 概要
東由利地域の北部、宮ノ前集落にある小学校である。2011年4月に高瀬小学校と八塩小学校を統合して開校し、東由利地域では唯一の小学校となっている。施設は高瀬小学校のものを使用している。
秋田県歯科医師会が選定する秋田県学校歯科保健優良校（旧：秋田県よい歯の学校表彰）には9回選ばれており、初めて受賞した2012年から2017年までは毎年受賞していた。また、保健安全活動実践優秀校としても2年連続で表彰されている。

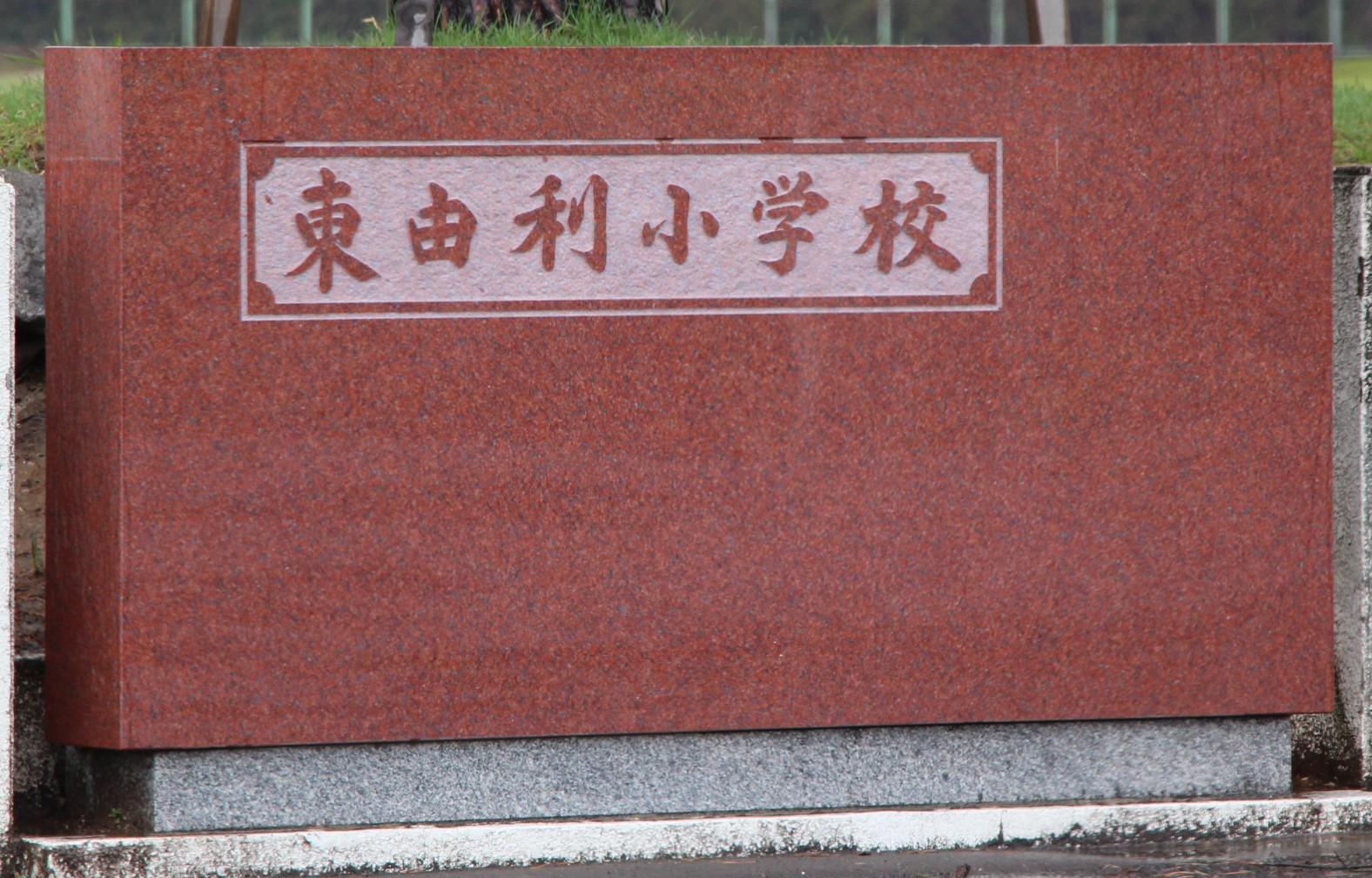
校門（2013年5月）

## 沿革
以下、注釈のない限り公式サイトより引用。
- 2011年（平成23年）
  - 4月1日 - 高瀬小学校と八塩小学校を統合し、由利本荘市立東由利小学校として開校。校舎は旧高瀬小を使用。
  - 4月6日 - 開校記念式典を開催[2]。
  - 4月29日 - 開校記念大運動会を開催。
- 2012年（平成24年）
  - 1月4日 - バスケットボールのスポーツ少年団が県大会に出場。
  - 2月15日 - 保険安全活動実践優秀校として表彰。
  - 3月29日 - 開校記念文集を発行。
  - 11月6日 - 第135回秋田県種苗交換会、第30回秋田県学校農園展にて「家の光協会長賞」を受賞。
  - 11月8日 - 秋田県よい歯の学校として、優秀賞を受賞。
- 2014年（平成26年）12月1日 - コミュニティ・スクール推進校に指定。
- 2015年（平成27年）
  - 7月5日 - 秋田県少年少女陸上競技大会にて、女子走り高跳びで2位、男子ソフトボール投げで4位、5年男子100mで6位に入賞。
  - 10月21日 - 第1回小中合同駅伝大会を開催。
- 2016年（平成28年）
  - 6月4日 - 本荘由利小学校陸上競技大会の女子4×100mリレーで優勝。
  - 7月3日 - 秋田県少年少女陸上競技大会の5年女子100mで3位に入賞し、その後「東日本都道県小学生陸上競技交流大会・北海道函館大会」へ出場。
- 2018年（平成30年）7月1日 - 秋田県少年少女陸上競技大会の6年男子80ｍハードルで4位に入賞。
- 2019年（令和元年）6月30日 - 秋田県少年少女陸上競技大会の男子コンバインドA種目で優勝し、8月には全国小学生陸上競技交流大会へ出場[3]。
- 2021年（令和3年）
  - 1月17日 - 全県小学生バドミントン選手権大会の女子5年ダブルスで優勝。
  - 10月22日 - 創立10周年を記念し、記念集会・記念植樹・記念講演会を開催[4][5]。

## 校歌
作詞：小松順之助、作曲：四反田素幸

## 児童数・学級数
| 年度                      | 男子 | 女子 | 計  | 増減 | 学級数 | 増減 | 備考       | 出典   |
| ------------------------- | ---- | ---- | --- | ---- | ------ | ---- | ---------- | ------ |
| 2011（平成23）年度        | 81   | 75   | 156 |      | 8      |      | 創立       | [ 8 ]  |
| 2012（平成24）年度        | 61   | 76   | 137 | -19  | 6      | -2   |            | [ 9 ]  |
| 2013（平成25）年度        | 55   | 57   | 112 | -25  | 7      | +1   |            | [ 10 ] |
| 2014（平成26）年度        | 50   | 57   | 117 | +5   | 7      | 0    |            | [ 11 ] |
| 2015（平成27）年度        | 61   | 59   | 120 | +3   | 7      | 0    |            | [ 12 ] |
| 2016（平成28）年度        | 62   | 61   | 123 | +3   | 7      | 0    |            | [ 13 ] |
| 2017（平成29）年度        | 57   | 52   | 109 | -14  | 7      | 0    |            | [ 14 ] |
| 2018（平成30）年度        | 57   | 52   | 109 | 0    | 7      | 0    |            | [ 15 ] |
| 2019（平成31/令和元）年度 | 52   | 48   | 100 | -9   | 7      | 0    |            | [ 16 ] |
| 2020（令和2）年度         | 59   | 51   | 110 | +10  | 8      | +1   |            | [ 17 ] |
| 2021（令和3）年度         | 46   | 55   | 101 | -9   | 8      | 0    | 創立10周年 | [ 18 ] |
| 2022（令和4）年度         | 42   | 45   | 87  | -14  | 8      | 0    |            | [ 19 ] |
| 2023（令和5）年度         | 45   | 43   | 88  | +1   | 8      | 0    |            | [ 20 ] |
| 2024（令和6）年度         | 44   | 42   | 86  | -2   | 8      | 0    |            | [ 21 ] |

## アクセス

### バス
- 「宮ノ前」バス停（東由利地域コミュニティバス）から徒歩で約4分

### 自動車
- 由利本荘市中心部から国道107号経由で約30分
- 横手市雄物川地域から国道107号経由で約20分

## 周辺
- 石沢川
- 少彦名神社
- 国道107号